# KCOV Excelsior

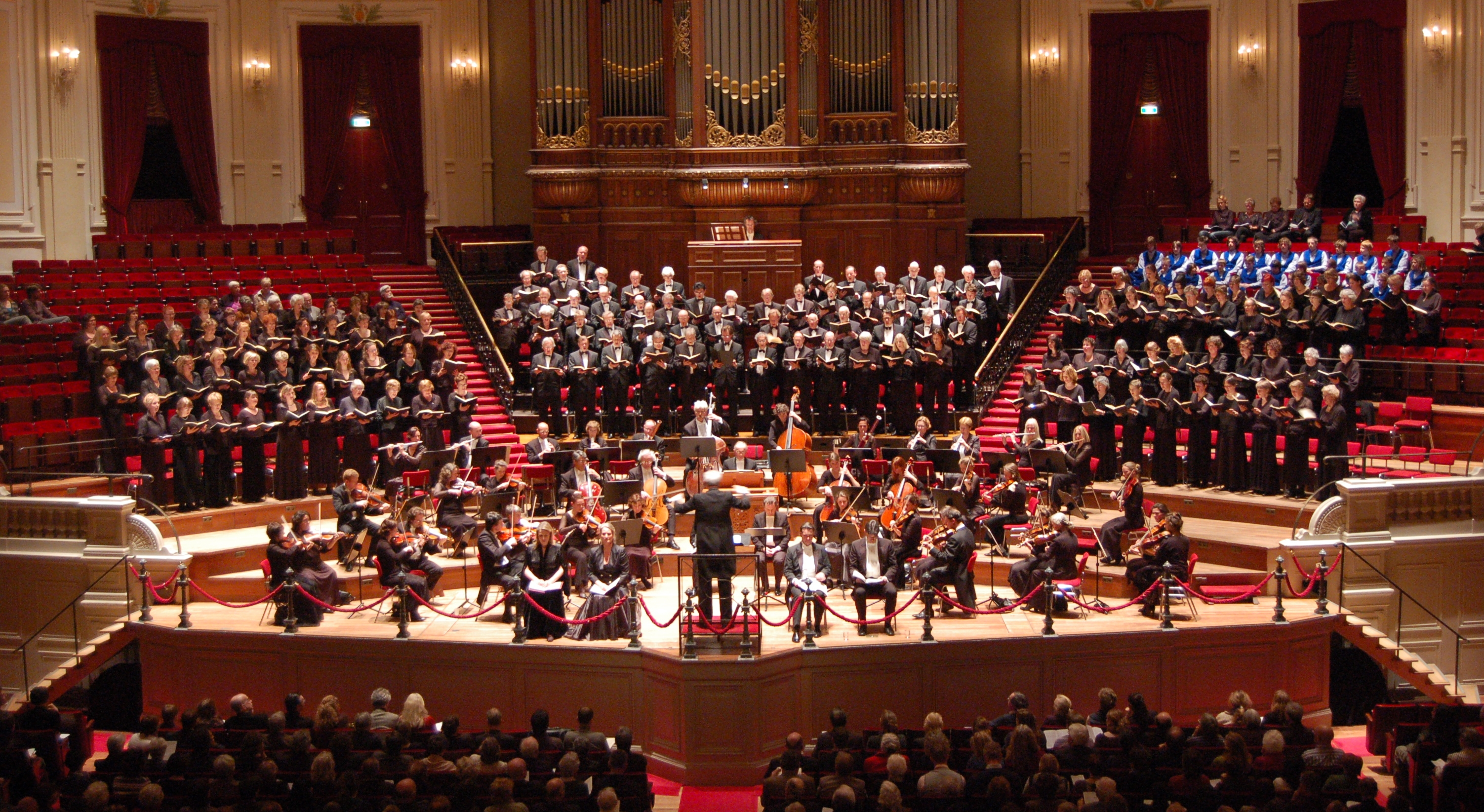
KCOV Excelsior tijdens de uitvoering van de Matthäus-Passion in 2008

De Koninklijke Christelijke Oratorium Vereniging Excelsior (KCOV Excelsior) is een koor uit Amsterdam.
Excelsior is in 1885 (16 november) opgericht als een evangelisatiekoor onder de naam Christelijke Zangvereniging Excelsior. In 1900 werd deze  Christelijke Zangvereniging Excelsior  bestaande uit een gemengd- en mannenkoor samengevoegd tot één groot koor. In de beginjaren van de 20e eeuw is de nadruk van evangelisatie langzaam verschoven naar oratoriumwerken. Sinds 1925 draagt het koor het predicaat Koninklijk. vanaf 1930 draagt het koor de huidige naam. Het koor zingt voornamelijk in het Concertgebouw te Amsterdam. Het koor wordt meestal begeleid door het Holland Symfonie Orkest (voorheen RBO Sinfonia) een professioneel symfonieorkest gespecialiseerd in het begeleiden van koren en zangsolisten.

## Stille week voor Pasen
Sinds 1953 voert het koor ieder jaar op de maandag en dinsdag in de Stille Week voor Pasen de Matthäus Passion van Johann Sebastian Bach uit in het Concertgebouw. Vanaf 2017 wordt er één uitvoering gegeven op Palmzondag. In het najaar wordt ook altijd een concert gegeven. Er wordt dan een keuze gemaakt uit werken van bijvoorbeeld Mozart, Puccini, Cherubini, Brahms, Bruckner, Rossini, Duruflé, Poulenc en Beethoven. In de kersttijd wordt - om het jaar - naast het najaarsconcert ook het Weihnachtsoratorium van J.S. Bach uitgevoerd.

## Dirigenten
Het koor heeft sinds de oprichting in 1885 met name dirigenten gehad die langdurig verbonden waren aan het koor. Zo heeft het koor onder leiding gestaan van onder andere C. Th. Dams (1916-1919), Theo van Zutphen (1919-1932), Dirk Smink (1933-1947), Theo van der Bijl (1948-1965), Meindert Boekel (1965-1989), Thijs Kramer (1989-2007), Wim van Herk (2008-2016), Ger Vos (2016-2021), Gerrit Maes is de huidige dirigent van het koor (2021- heden). Johan Meijer was de eerste en meteen jongste dirigent (16 jaar) die het koor heeft gehad en leidde het koor van 1885-1916. 
Vanaf 2008 is Gerrie Meijers vaste repetitor van KCOV Excelsior. 

## Trivia
Ronald Plasterk (Was minister van ministerie van Binnenlandse Zaken en Koninkrijksrelaties in het kabinet-Rutte II voor de Partij van de Arbeid) zong in het verleden regelmatig als gastzanger (2e tenor in koor 2) jaarlijks de uitvoering van de Matthäus Passion mee.